# Normannia
Pour les articles homonymes, voir Normannia (homonymie).
Normannia est l'ancien nom de la région normande.

## Origine du nom
Il s'agit sans doute d'une simplification graphique faisant référence à « Northmannia, le pays des Northmen », attesté chez Adam de Brême au XIe siècle. En 911, à la suite du traité de Saint-Clair-sur-Epte, les vikings reçoivent du roi Charles le Simple une partie de la Neustrie. Les Normands ou "Northmanni" s'installent alors sur une terre qui portera leur nom (ajout du suffixe latin en -ie, comme dans Germanie, Italie…).
Le cartographe Guillaume Delisle intitule la carte de Normandie Normannia, Galliae celebris provincia.